# Madaghis
Sugovushan (en azéri : Suqovuşan) est un village situé dans le raion de Tartar en Azerbaïdjan. De 1993 à 2020, c'était une communauté rurale de la région de Martakert au Haut-Karabagh, sous le nom de Madaghis (en arménien : Մադաղիս).
La population s'élevait à 404 habitants en 2005.

## Géographie
Le village est situé à 12 km au nord de Martakert, sur la rive nord du Tartar. Un réservoir d'une capacité de 5,86 millions de m3, destiné à alimenter en eau les districts de Goranboy, Tartar et Ievlakh, s'étend à l'ouest.

## Histoire
Sous la période soviétique, la localité faisait partie entre 1923 et 1991 de la région autonome du Haut-Karabagh, au sein de la République socialiste soviétique d'Azerbaïdjan.
Lors de la guerre du Haut-Karabagh, le village est au cœur de l'offensive lancée à l'été 1992 par les troupes azerbaïdjanaises sur la région qui passe, ainsi que Madaghis, sous leur contrôle. En juin 1993, les Arméniens reprennent le contrôle du village et de toute la région qui est intégrée à la région de Martakert au sein du Haut-Karabagh.
Lors de la guerre de 2020, le ministère azerbaïdjanais de la Défense annonce le 2 octobre que ses troupe avaient établi le contrôle des hauteurs dominantes autour de Madaghis. Le lendemain, le président de Ilham Aliyev annonce que le village a été repris et le renomme en Sougovuchan. Le ministère de la Défense du Haut-Karabagh dément ces informations. Conformément à l'accord de cessez-le-feu entré en vigueur le 10 novembre, la région demeure sous contrôle de l'Azerbaïdjan.

## Sites et monuments
Les sites du patrimoine historique dans et autour du village comprennent des tombes remontant au IIe au Ier millénaire avant notre ère, un khatchkar du XIIe ou XIIIe siècle, le monastère Saint-Élisée-l'Apôtre, l'église Saint-Élisée datant de 1892-1898, et un cimetière des XVIIIe et XIXe siècles.